# 율리야 스테파노바
율리야 이고레브나 스테파노바(러시아어: Юлия Игоревна Степанова, 결혼 이전의 성: 루사노바(Русанова), 1986년 7월 3일 ~ )는 러시아의 육상 선수이다.
러시아 육상의 조직적인 금지 약물 복용과 도핑 테스트 은폐 시도를 확인한 IAAF는 2015년 11월 러시아 육상에 국제대회 출전 금지 처분을 내렸다. 리우데자네이루 올림픽 개막이 다가오면서 IAAF는 출전 금지 처분 연장을 두고 재논의했지만, 결과는 바뀌지 않았다. IAAF와 국제올림픽위원회가 올림픽 개인 출전을 허락하긴 했지만, 여자 중거리 율리야 스테파노바와 멀리뛰기 다리야 클리시나 두 명만이 출전권을 얻었다.
율리야 스테파노바는 2016년 하계 올림픽 러시아 선수단으로 출전하지 못하고, 2016년 하계 올림픽 독립 선수단으로 오륜기를 달고 출전할 예정이었으나 과거에 금지 약물을 복용한 것이 문제가 되어 출전하지 못했다.